# (22401) Egisto
(22401) Egisto (1995 DP3) – planetoida z grupy pasa głównego asteroid okrążająca Słońce w ciągu 5,8 lat w średniej odległości 3,23 j.a. Odkryta 24 lutego 1995 roku.